# Robāţ Tork
Robāţ Tork (persiska: رباط ترك) är en ort i Iran.   Den ligger i provinsen Markazi, i den centrala delen av landet, 220 km söder om huvudstaden Teheran. Robāţ Tork ligger 1 840 meter över havet och antalet invånare är 348.
Terrängen runt Robāţ Tork är platt åt sydost, men åt nordväst är den kuperad.Runt Robāţ Tork är det ganska glesbefolkat, med 38 invånare per kvadratkilometer. Robāţ Tork är det största samhället i trakten. Omgivningarna runt Robāţ Tork är i huvudsak ett öppet busklandskap.